# Moon Records

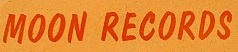
Logo von Moon Records

Moon Records war ein US-amerikanisches Plattenlabel, das von der Rockabilly-Musikerin Cordell Jackson gegründet und geführt wurde.

## Geschichte
Gründerin Cordell Jackson zog 1945 nach Memphis, Tennessee, wo sie 1947 Aufnahmegeräte der Firma „Kabakoff Radio & Appliance“ erstand, die sie vorerst aber nur für den privaten Gebrauch nutzte. Zudem machte sie bei Sam Phillips’ Aufnahmestudio, dem Memphis Recording Service, erste eigene Demoaufnahmen.
1956 gründete sie dann auf Ratschlag von Chet Atkins ihr eigenes Label Moon Records. Die erste Veröffentlichung des kleinen Unternehmens war eine Platte von Jackson selbst – die Titel Rock and Roll Christmas und Beboppers‘ Christmas. Erst 1957 wurden weitere Veröffentlichungen von anderen Künstlern vertrieben, unter anderem von Johnny Tate, Barney Burcham und Allen Page, der den größten Teil der Moon-Veröffentlichungen ausmachte. In den nächsten vier Jahren nahm Jackson Rockabilly-, Rock-’n’-Roll- und Country-Musiker in ihrem eigenen kleinen Studio auf und veröffentlichte diese Aufnahmen in kleinen Stückzahlen. Das Label hatte nie einen nationalen Hit und war aktiv bis ungefähr 1960. Jackson hatte ihre Aufnahmegeräte ein Jahr zuvor an Stan Kesler für sein neues Studio verkauft. Weitere Künstler bei Moon waren Joe Wallace, Earl Patterson (nicht zu verwechseln mit Earl Peterson), Arno Pace und die Big Four.
1981 wurde in den USA von Moon Records eine LP mit Rockabilly- und Rock-’n’-Roll-Aufnahmen des Labels veröffentlicht. Bis 1983 veröffentlichte Jackson unter ihrem Label EPs mit den alten Aufnahmen aus den 1950er-Jahren. Jackson gilt in ihrer Tätigkeit als Managerin, Produzentin und A&R – wenn auch nur in einem kleinen Maße – als eine der ersten geschäftstätigen Frauen in der Musikindustrie. Sie starb 2004.

## Diskografie
| Katalognummer | Jahr | Künstler        | Titel                                        |
| ------------- | ---- | --------------- | -------------------------------------------- |
|               | 1956 | Cordell Jackson | Rock and Roll Christmas Beboppers’ Christmas |
|               | 1957 | Barney Burcham  | I Fell Chain of Broken Hearts                |
| 300           | 1957 | Johnny Tate     | Keeping Your Memories Kind and Gentle        |
| 301           | 1958 | Allen Page      | Honeysuckle High School Sweater              |
| 302           | 1958 | Allen Page      | I Wish You Were Wishing Dateless Night       |
| 303           | 1958 | Allen Page      | Sugar Tree She’s The One That Got It         |
| 304           | 1959 | Joe Wallace     | My Teenage Dream Leopard Man                 |
| 305           | 1959 | Earl Patterson  | Nightmare Hop Ready For Love                 |
| 306           | 1959 | The Big Four    | Outa Tune All Keyed Up                       |
| 307           | 1960 | Allen Page      | Oh! Baby I Wish You Were Wishing             |
| 308           |      | Johnny Tate     | Bop With Me Baby unbekannt                   |